# 27353 Chrisspenner
27353 Chrisspenner è un asteroide della fascia principale. Scoperto nel 2000, presenta un'orbita caratterizzata da un semiasse maggiore pari a 2,4224332 UA e da un'eccentricità di 0,0661118, inclinata di 2,07111° rispetto all'eclittica.